# Reboursin
Reboursin is een gemeente in het Franse departement Indre (regio Centre-Val de Loire) en telt 118 inwoners (2009). De plaats maakt deel uit van het arrondissement Issoudun.

## Geografie
De oppervlakte van Reboursin bedraagt 12,6 km², de bevolkingsdichtheid is dus 9,4 inwoners per km².

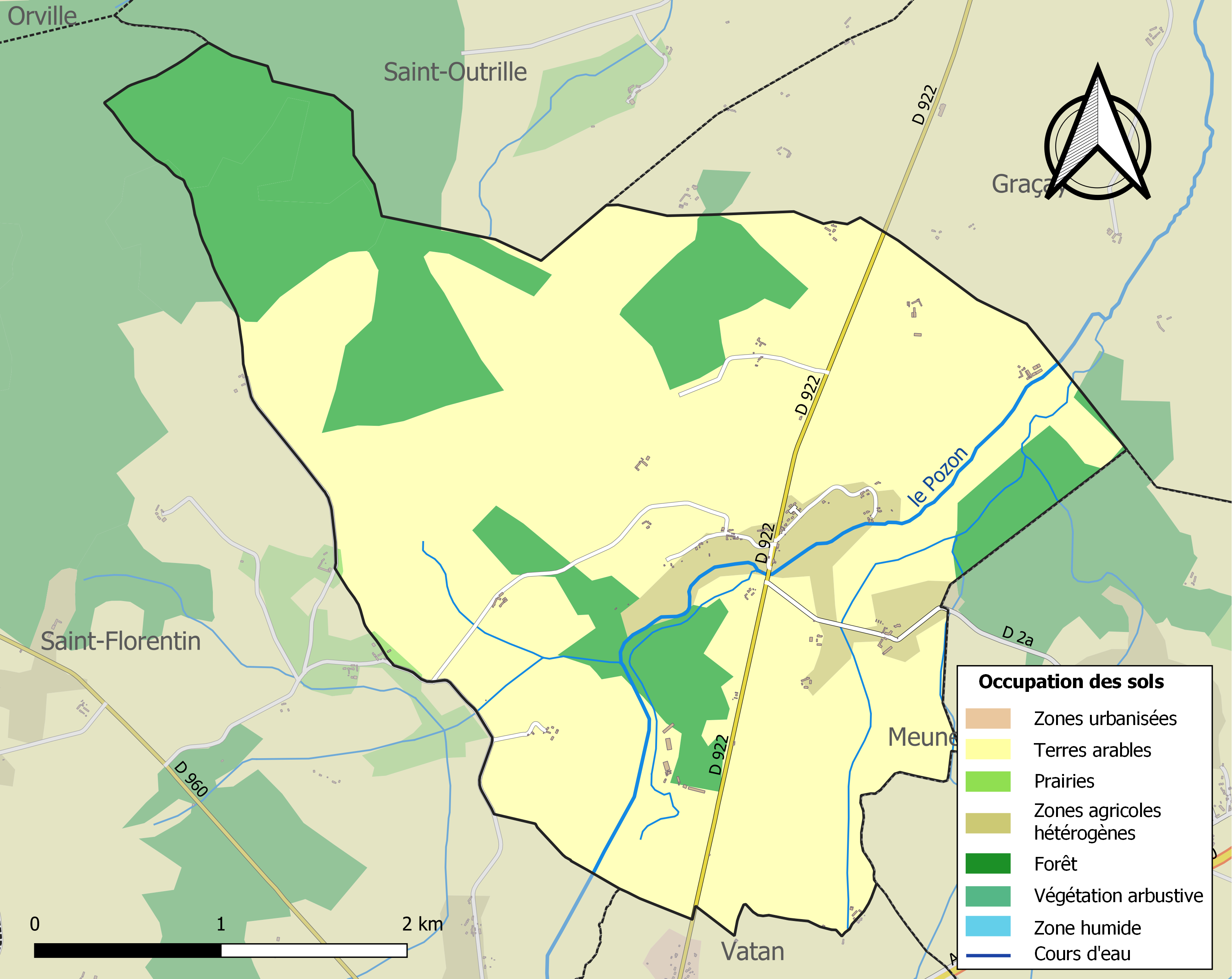
Kaart van de gemeente met de belangrijkste infrastructuur, bodemgebruik en omliggende gemeenten

## Demografie
Onderstaande figuur toont het verloop van het inwonertal (bron: INSEE-tellingen).